# Potosí (Nariño)
Potosí es un municipio colombiano ubicado en el departamento de Nariño, en el suroccidente de la nación. Se sitúa a pocos kilómetros del emblemático Santuario de las lajas.
Fue erigido en municipio el 9 de mayo de 1903.

## Vías de comunicación

### Aéreas
Ninguna

### Terrestres
En la actualidad el Municipio cuenta con una red vial excelente y su vía principal que comunica con el municipio de Ipiales se encuentra totalmente pavimentada.
Al igual que los otros sectores este también tiene que buscar recursos por convenios o municipales diferente a los recursos del P.G.D.T. , ya que estos no son suficientes para el programa de vías urbanas y rurales encaminadas al mantenimiento adecuación que se requieran. Cerca de Potosí, está el corregimiento de las Lajas, un importante lugar turístico donde se encuentra el Santuario de las Lajas. 

### Fluviales
Ninguna
El municipio de potosi nariño tiene una gran red fluvial una de las mas importantes es el rio guaitara que comunica a muchos departamentos de la zona sur colombiana

## Geografía
En el municipio de Potosí se observa gran variedad de formas del relieve, numerosas fuentes de agua, páramos, cerros y tierras de cultivo. Es de resaltar que la zona rural del municipio se caracteriza por los minifundios, dando un aspecto paisajístico hermoso, extenso y verde.
El municipio de Potosí además de tener variados accidentes geográficos, posee diversos matices étnicos y culturales, representados principalmente en la cultura indígena pasto, que se integran para fortalecer la identidad andina y amazónica de su población, siendo ésta su gran riqueza.

### Ecología
En el municipio de Potosí hace límite con dos zonas hídricas:
La vertiente del Pacífico y la vertiente Amazónica; cuenta con páramos y cerros importantes como el San Francisco, Tola Negra, el Cerro Francés, Cerro gordo, Cultun, Cutuaquer, Páramos de Agrios y Palacios; sus Principales fuentes hídricas con muchos afluentes, tenemos la cuenca alta del río Guáitara, cuenca del río Afiladores, la cuenca del río San Francisco y la subcuenca del río Chiguacos.

## División Político-Administrativa
Además de su Cabecera municipal. Potosí tiene bajo su jurisdicción los centros poblados:
- Bajo Sinaí
- Cárdenas
- San Pedro

## Historia

### Los Pastos
"Al tiempo de la Conquista española, llegó desde Quito a la provincia que hoy es el departamento de Nariño, este territorio era habitado por un número de tribus de diferentes sepas y condiciones, Pastos, Quillacingas;... dentro de los límites más o menos estables. Los orígenes, calidades y circunstancias de estas gentes, antes y aún después de la invasión europea son todavía materia de investigación y de hipótesis; no existe que se sepa, un informe contemporáneo sobre las tradiciones, usos, creencias e idiomas de los distintos grupos indígenas; las lenguas que se extinguieron sin que nadie compilara un vocabulario o un arte gramatical; y los archivos que una vez habían tenido material al respecto lo han perdido en gran parte de sus pomelos antiguos.” (Kathelen Romolí. Revista Colombiana de Antropología, 1977 – 1978, página 12)
Las tribus que moraban y mandaban en los diferentes sectores eran las que a continuación mencionamos: 
Los Quillacingas de la Montaña, Los Sucumbios y Los Pastos.
Los Pastos, considerados por los españoles como los más avanzados culturalmente, habitaron la zona más alta al sur de las tierras altas de Nariño, atravesando el presente límite internacional y llegando hasta la Provincia Ecuatoriana de Carchi. Al Norte de Rumichaca, los Pastos ocuparon un altiplano de forma cuadrangular, disecado en la mitad por el sistema fluvial de Carchi- Guáitara que corre hacia el Norte. 
A lo largo de su lado oriental montañosos existieron al menos siete asentamientos desde Yaramal en el sur, hasta Fúnes en el Norte. La parte occidental de este cuadrángulo correspondía a la meseta de Túquerres – Ipiales, la parte más densamente poblada y el escenario más importante de los asentamientos de los Pastos.
La mayor parte del territorio de Los Pastos, se encontraba en tierra fría pero la configuración de la quebrada de la región, profundamente disecada por el río Guáitara que cortaba un cañón de 500 a 1.000 metros de profundidad en algunas partes y la prolongación de estas poblaciones hacia los brazos occidentales y bajos de Los Andes, le brindaba acceso a muchas zonas climáticas en un área relativamente pequeña y compresa. Los asentamientos variaban desde la Mallama a 1.800 metros sobre el nivel del mar. Por consiguiente, Los Pastos tenían acceso a una gran diversidad de zonas climáticas y ecológicas donde cultivaban la papa y la quínoa como sus productos.

## Economía
Las potencialidades de la región son abundantes, las cuales generan condiciones favorables en la producción de bienes y servicios de tipo agropecuario, servicios públicos de calidad, servicios oficiales eficientes servicios privados y competitivos.
La mayor ventaja para que una economía pueda adelantar los procesos productivos y de comercialización depende del grado de desarrollo de la infraestructura regional, que permita aprovechar las condiciones climáticas, topográficas, geográficas y de aptitud de los suelos; también depende de la optimización de los procesos de producción, de la amplitud de extensión de los terrenos, riego controlado, capacitación y asistencia técnica permanente, inversión de capital y recursos de crédito.